# Silent Service II
Silent Service II – komputerowy symulator okrętu podwodnego w realiach II wojny światowej, wyprodukowany i wydany w 1990 przez MicroProse. Jest to kontynuacja gry Silent Service.
Akcja gry Silent Service II toczy się na pokładzie okrętów podwodnych Marynarki Stanów Zjednoczonych w czasie działań morskich na Oceanie Spokojnym. Gracz wciela się w dowódcę amerykańskiego okrętu podwodnego biorącego udział w II wojnie światowej na Pacyfiku. W grze można dowodzić dziewięcioma typami amerykańskich okrętów podwodnych. Oprócz nich w grze występuje czternaście typów okrętów japońskich.
Grafika w grze jest wyświetlana w trybie VGA.